# Zuzana Stavná
Zuzana Stavná (* 21. května 1984 Košice, Československo) je slovenská herečka a tanečnice[zdroj⁠?!] působící v Česku.
Vystudovala hereckou konzervatoř v Košicích a činoherní herectví na DAMU v Praze.
Je známá díky seriálu Ulice, kde hrála postavu Zory, či seriálu Ordinace v růžové zahradě 2, kde ztvárnila postavu Inny Lysenko. Dále si zahrála jednu z hlavních postav ve filmu Jana Hřebejka Zakázané uvolnění.